# OFI Creta
L'OFI Creta o OFI (en grec modern: ΟΦΗ - Όμιλος Φιλάθλων Ηρακλείου - Omilos Filathlon Irakleiou, en català Fans Club d'Iràklio) és un club poliesportiu grec, destacat en futbol, de la ciutat d'Iràklio, a l'illa de Creta.

## Història
El club va ser fundat la tardor de 1925. Els primers anys d'existència del club es limitaren principalment a partits a l'illa de Creta, a causa de les dificultats de poder desplaçar-se fora d'ella. No fou fins a la temporada 1957/58 que l'OFI participà per primer cop al Campionat Nacional Grec.
El 1962/63 es creà la segona divisió a Grècia i l'OFI hi va ser inclòs. L'any 1968 el club ascendí per primer cop a la màxima divisió del futbol grec on, des d'aleshores, és un habitual. L'època més destacada fou el període 1985-2000, on sota els regnes de l'entrenador neerlandès Eugene 'Egen' Gerard, l'OFI guanyà el seu primer títol, la copa grega, i fou segon classificat a la lliga el 1986.

## Palmarès
- Copa grega de futbol: 1: 1987

## Jugadors destacats
Jugadors amb més partits (era professional 1980-present)

Fins a final de la temporada 2005-06
- 416  Nikos Nioplias
- 258  Petros Marinakis
- 255  Kostas Chaniotakis
- 250  Manolis Patemtzis
- 249  Nikos Goulis
- 217  Giannis Samaras
- 206  Nikos Makhlàs
- 206  Giorgos Vlastos
- 206  Miltos Andreanidis
- 204  Nikos Papadopoulos